# یووان اسپاسیچ
یووان اسپاسیچ (انگلیسی: Jovan Spasić؛ ۷ سپتامبر ۱۹۰۹ – ۹ آوریل ۱۹۸۱) بازیکن فوتبال اهل یوگسلاوی بود.
از باشگاه‌هایی که در آن بازی کرده‌است می‌توان به باشگاه فوتبال یوگسلاویا اشاره کرد.